# Коган Павло Давидович
Павло Давидович Коган (нар. 4 липня 1918, Київ — 23 вересня 1942, під Новоросійськом, Краснодарський край, СРСР) — радянський поет романтичного напряму.

## Біографія
Народився в єврейській родині. У 1922 році разом з батьками переїхав до Москви.
У 1936—1939 роках навчався в Московському інституті філософії, літератури, історії, потім також займався і в Літературному інституті ім. Горького. Виділявся з групи молодих поетів, що збиралися на поетичному семінарі І. Сельвінського (А. Яшин, М. Кульчицький та інші). За життя не публікувався, хоча його вірші були популярними в колі московської літературної молоді. Спільно з одним Георгієм Соломоновичем Лепським склав кілька пісень, у тому числі пісню «Бригантина» (1937), з якої пізніше, вже в 1960-і роки, почалася його популярність.
Ще школярем двічі сходив пішки центральну Росію. Побував в геологічній експедиції у Вірменії (де його застала війна). Хоча за станом здоров'я мав бронхіт, став військовим перекладачем, дослужився до звання лейтенанта.
Коган і очолювана ним розвідгрупа потрапили в перестрілку на сопці Цукрова Голова під Новоросійськом 23 вересня 1942, Коган був убитий.

## Видання
- Гроза. — 1960. (рос.)
- Имена на поверке. — М., 1963. (рос.)
- Стихи // Советские поэты, павшие на Великой Отечественной войне / Предисл. А. Суркова. Вступ. ст. В. Кардина. — М.—Л., 1965. (рос.)